# Niger vid världsmästerskapen i friidrott 2023
Niger tävlade vid världsmästerskapen i friidrott 2023 i Budapest i Ungern mellan den 19 och 27 augusti 2023.

## Resultat
Nigers trupp bestod av två idrottare.

### Herrar
Gång- och löpgrenar
| Idrottare          | Gren           | Försöksheat | Försöksheat | Semifinal        | Semifinal        | Final            | Final            |
| Idrottare          | Gren           | Resultat    | Placering   | Resultat         | Placering        | Resultat         | Placering        |
| ------------------ | -------------- | ----------- | ----------- | ---------------- | ---------------- | ---------------- | ---------------- |
| Badamassi Saguirou | 110 meter häck | 13,70       | 7           | Gick inte vidare | Gick inte vidare | Gick inte vidare | Gick inte vidare |